# Hungerburgbahn
Hungerburgbahn är en bergbana i Innsbruck i Österrike, som förbinder förstaden Hungerburg med stadens centrum. Den öppnade den 1 oktober 2007 och har fyra stationer:
- Congress (station under jord)
- Löwenhaus
- Alpenzoo
- Hungerburg

Stationerna ritades av  Zaha Hadid.

## Data

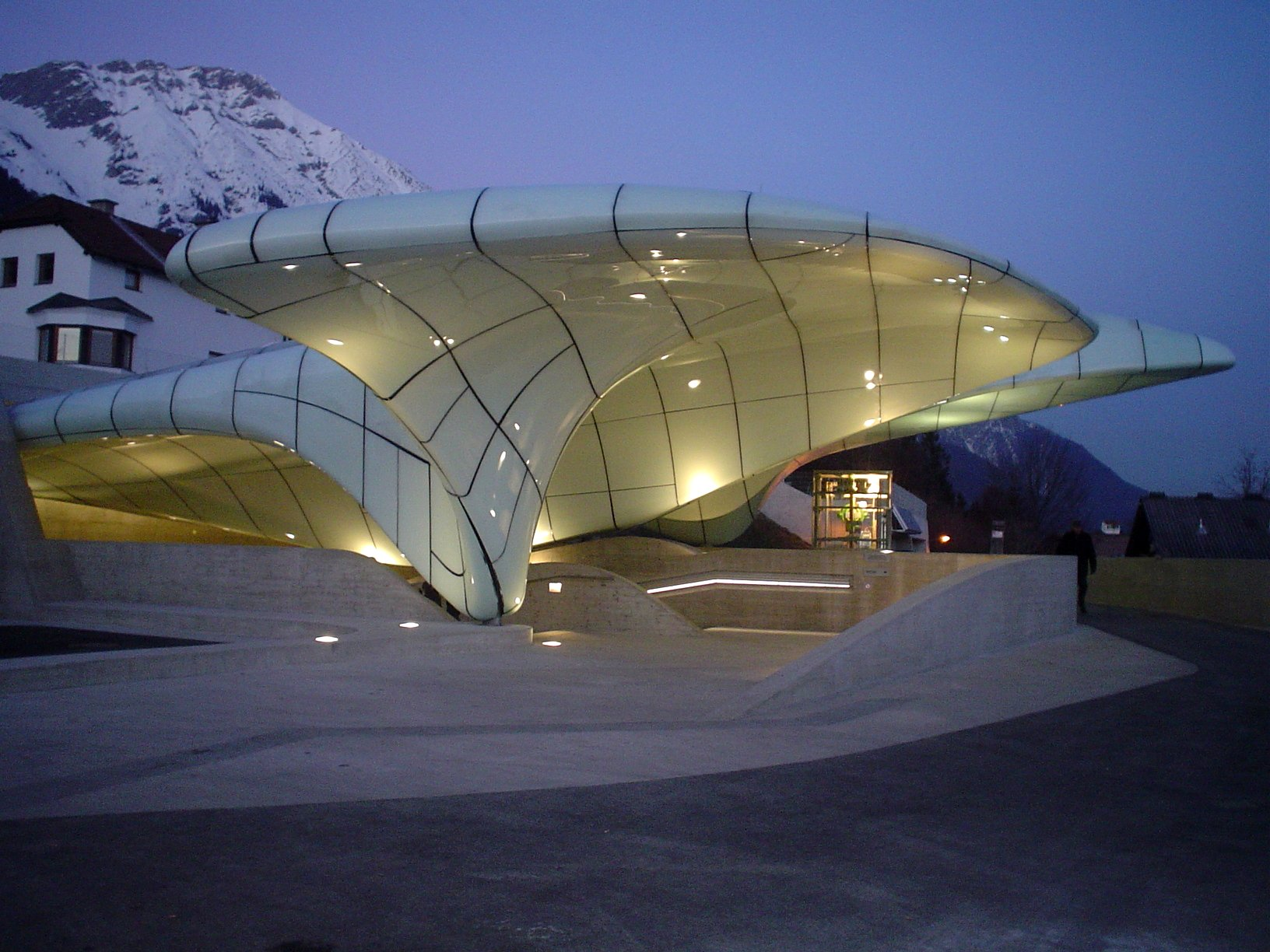
Station Hungerburg

| Längd                   | 1.838 meter               |
| Spårvidd                | 1.440 millimeter          |
| Övre station            | 857 meters höjd           |
| Höjdskillnad            | 288 meter                 |
| Resans längd            | 8 minuter och 10 sekunder |
| Hastighet               | 36 kilometer/timme        |
| Passagerarantal per tåg | 130 persons               |
| Systemkapacitet         | 1200 personer / timme     |

## Tidigare Hungerburgbahn

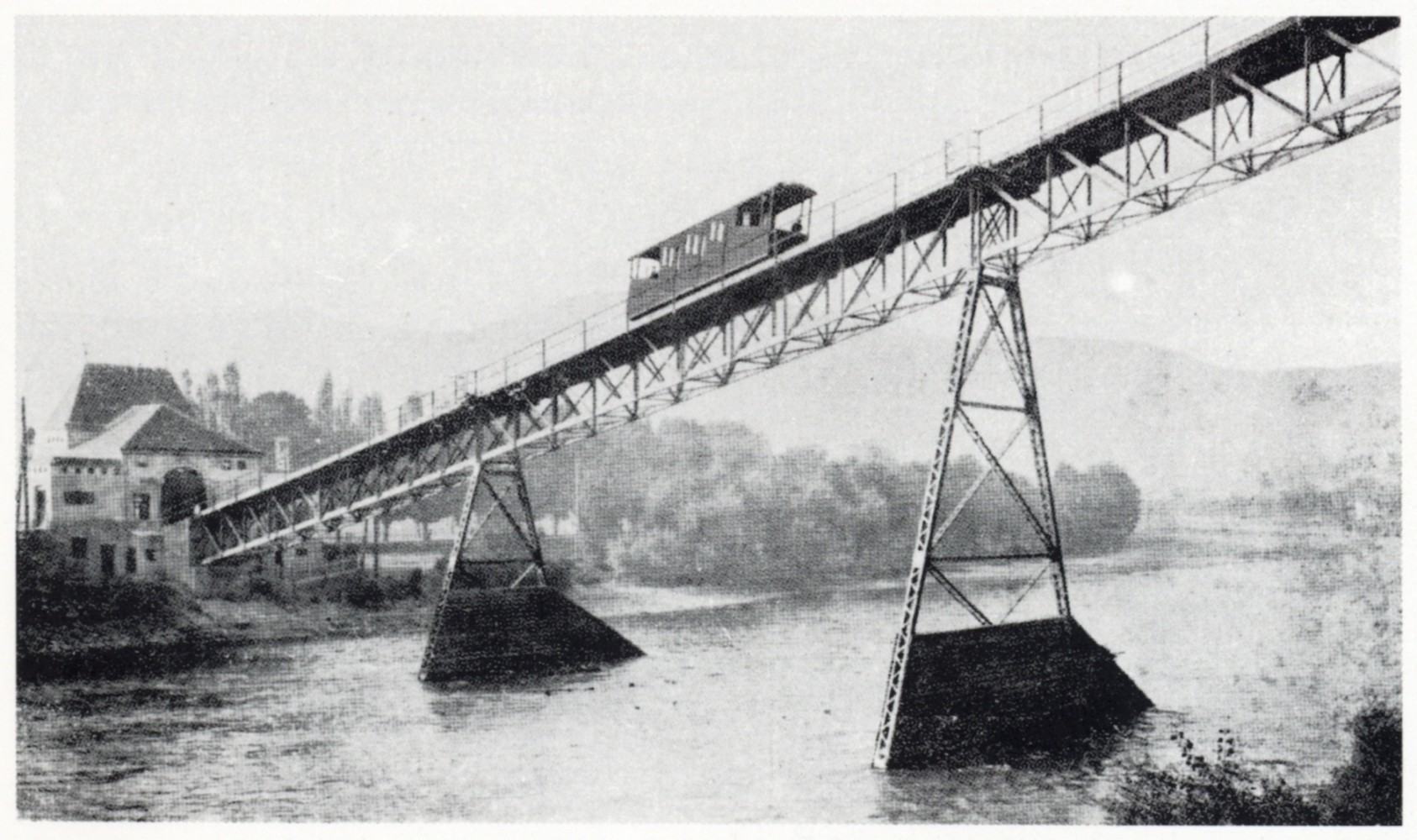
Hungerburgbahn över floden Inn, omkring 1907

Den nuvartande Hungerburgbahn ersatte en bergbana med samma namn, men med en annorlunda sträckning, vilken drevs 1906–2005. Banlängden var 839 meter och höjjdskillnaden 287 meter. Den lägre belägna stationen låg i stadsdelen Saggen..

## Bildgalleri

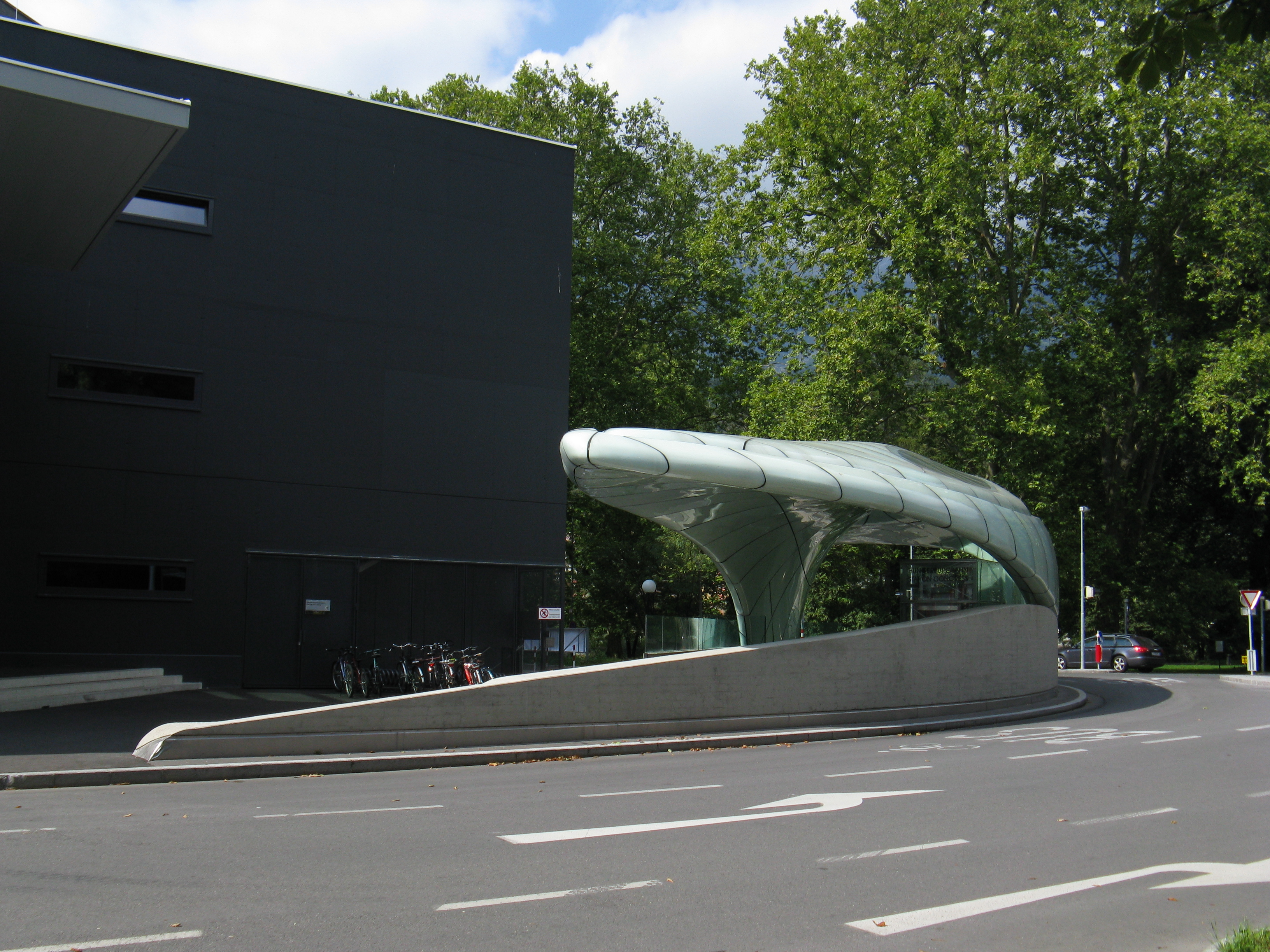
Station Congress (dalstationen)
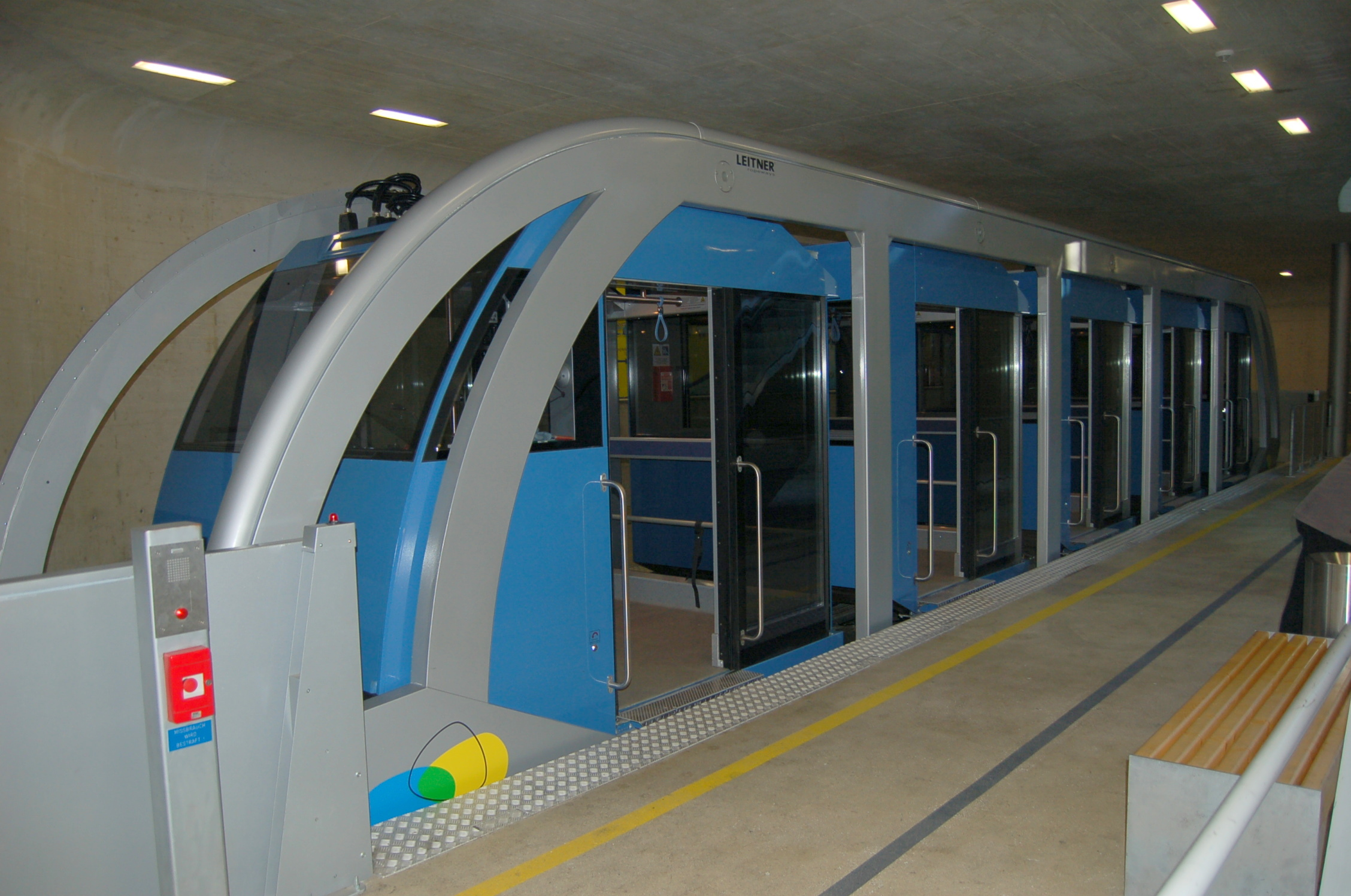
Vagn Nr. 2 på station Congress
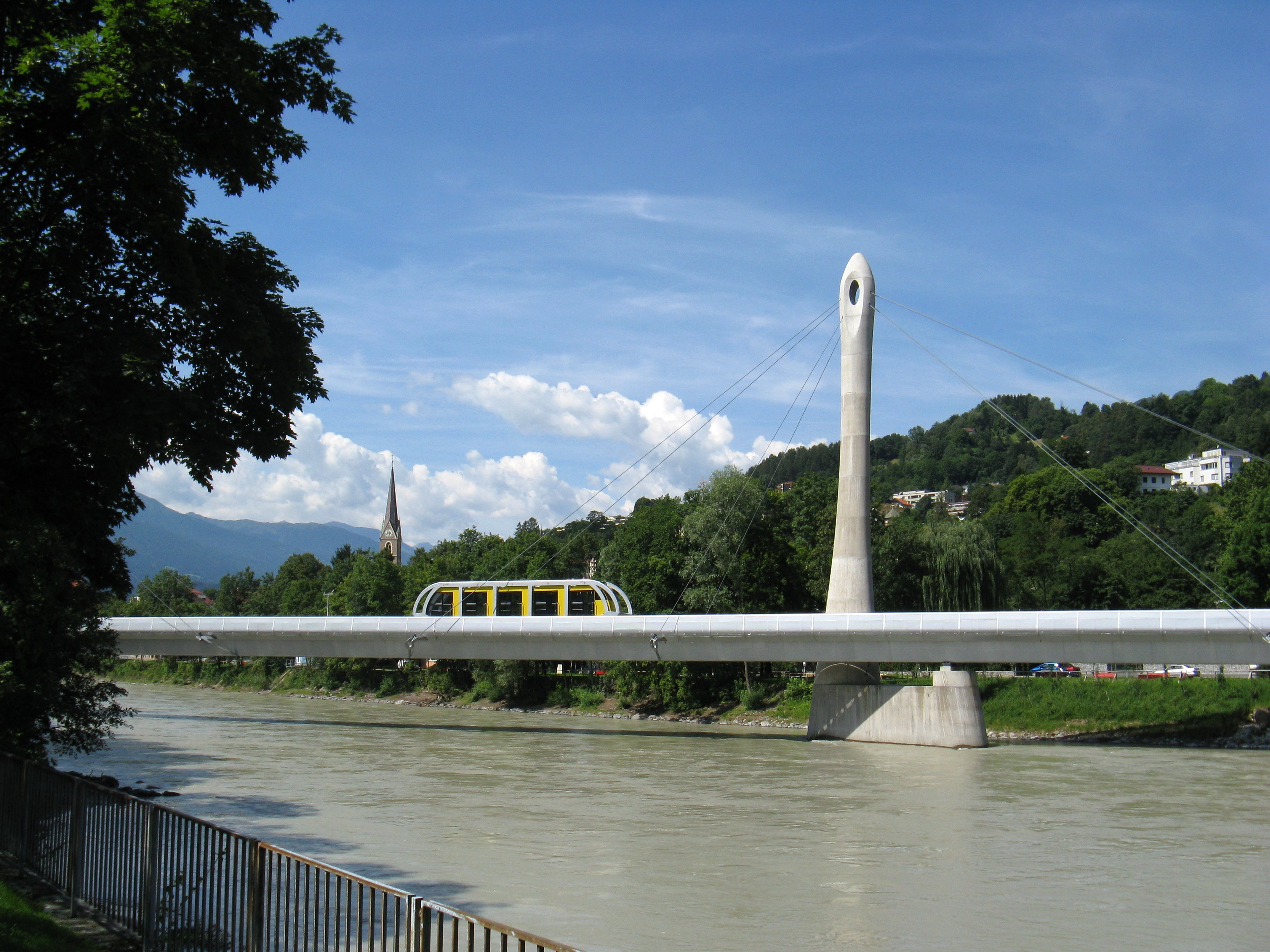
Vagn Nr. 1 på bron över Inn
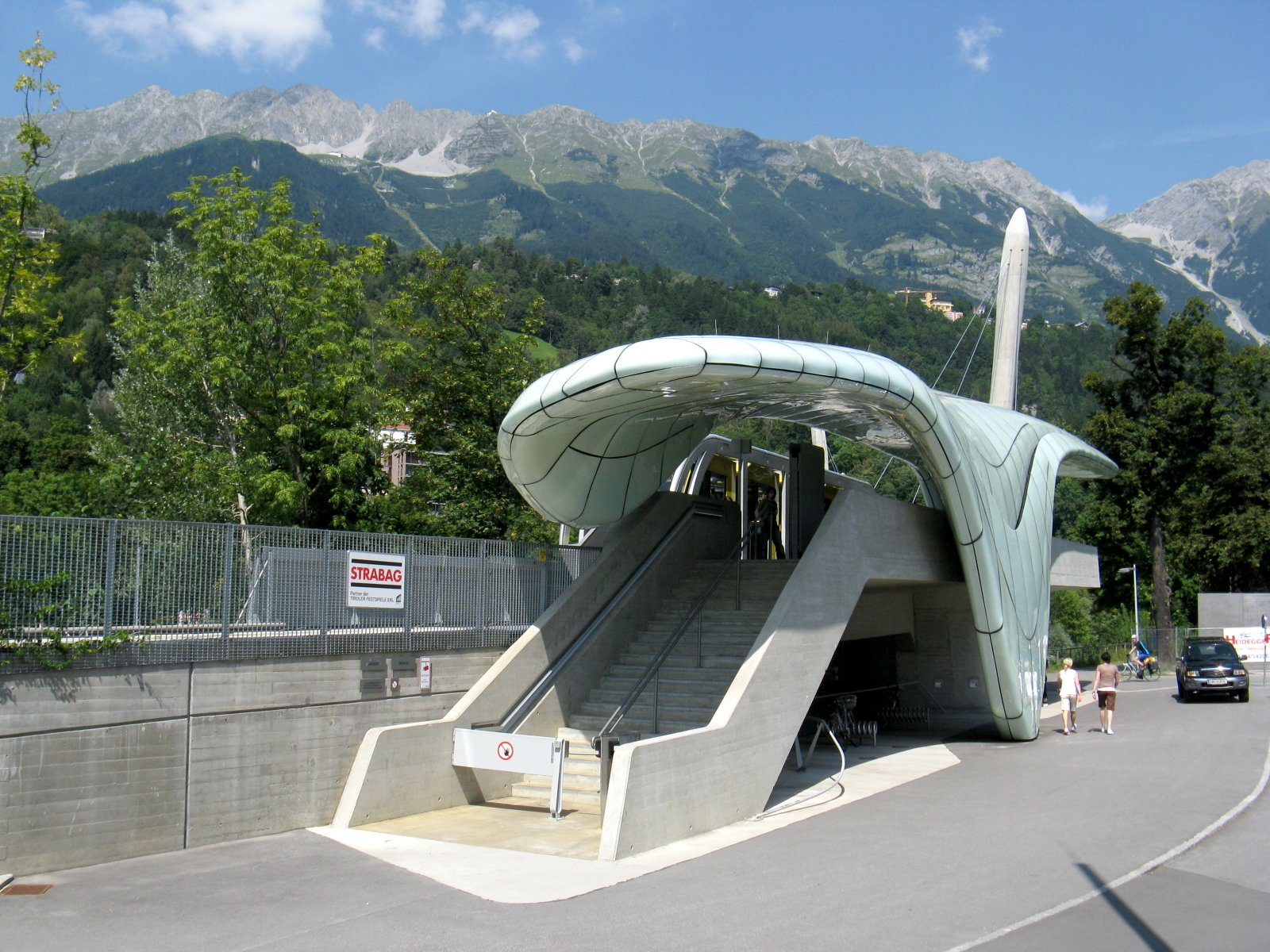
Station Löwenhaus
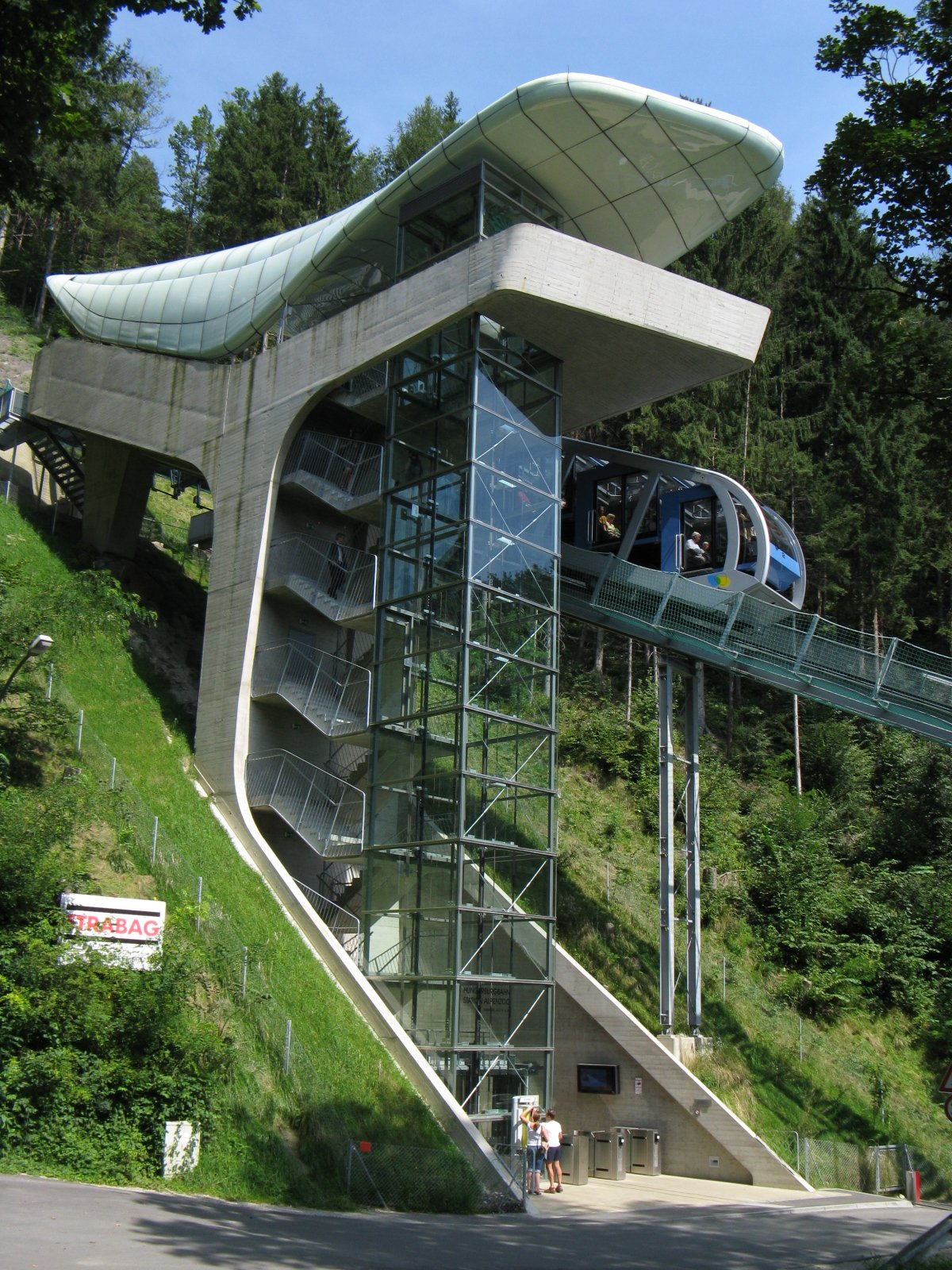
Station Alpenzoo med vagn Nr. 2
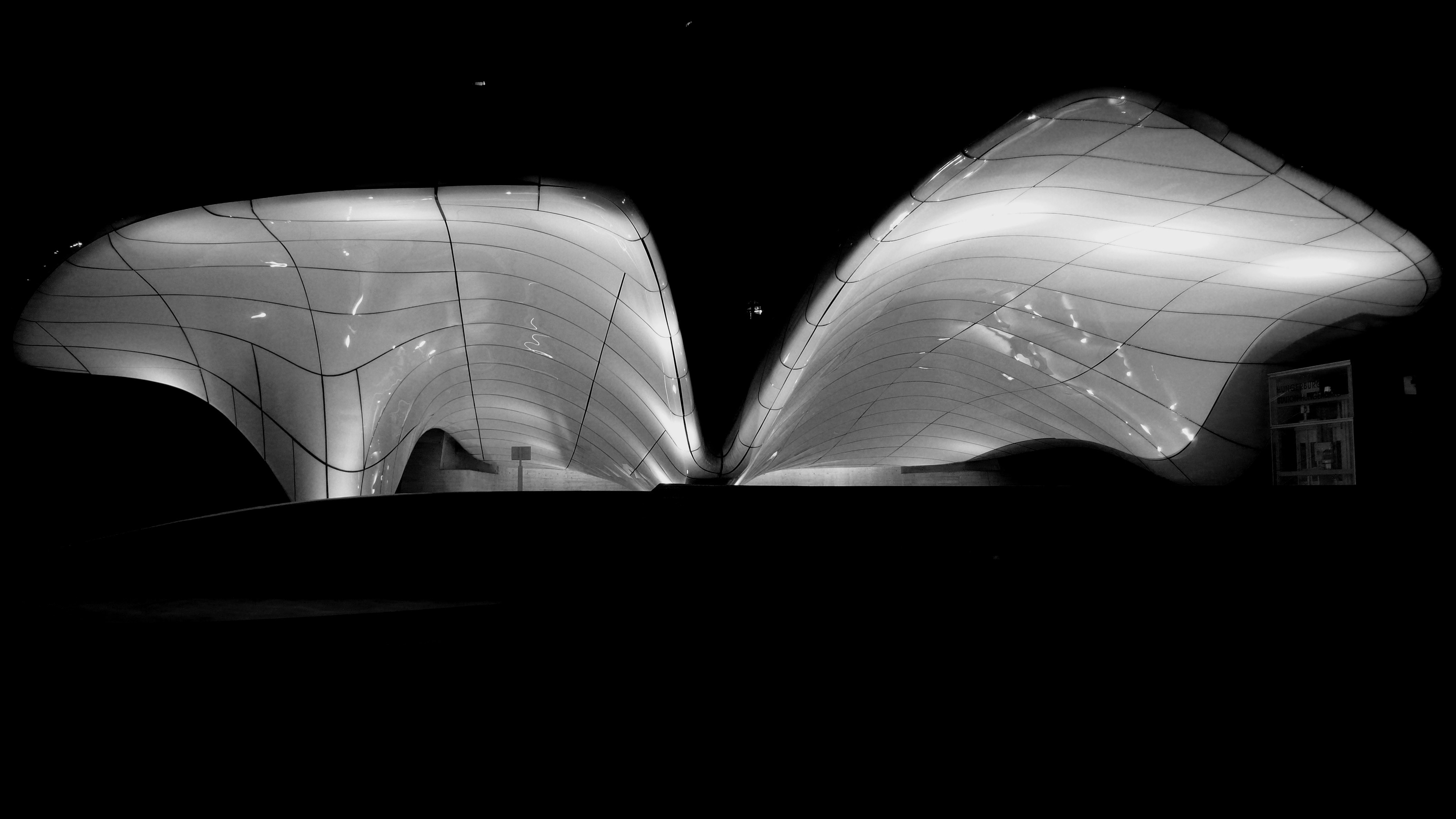
Station Hungerburg kvällstid
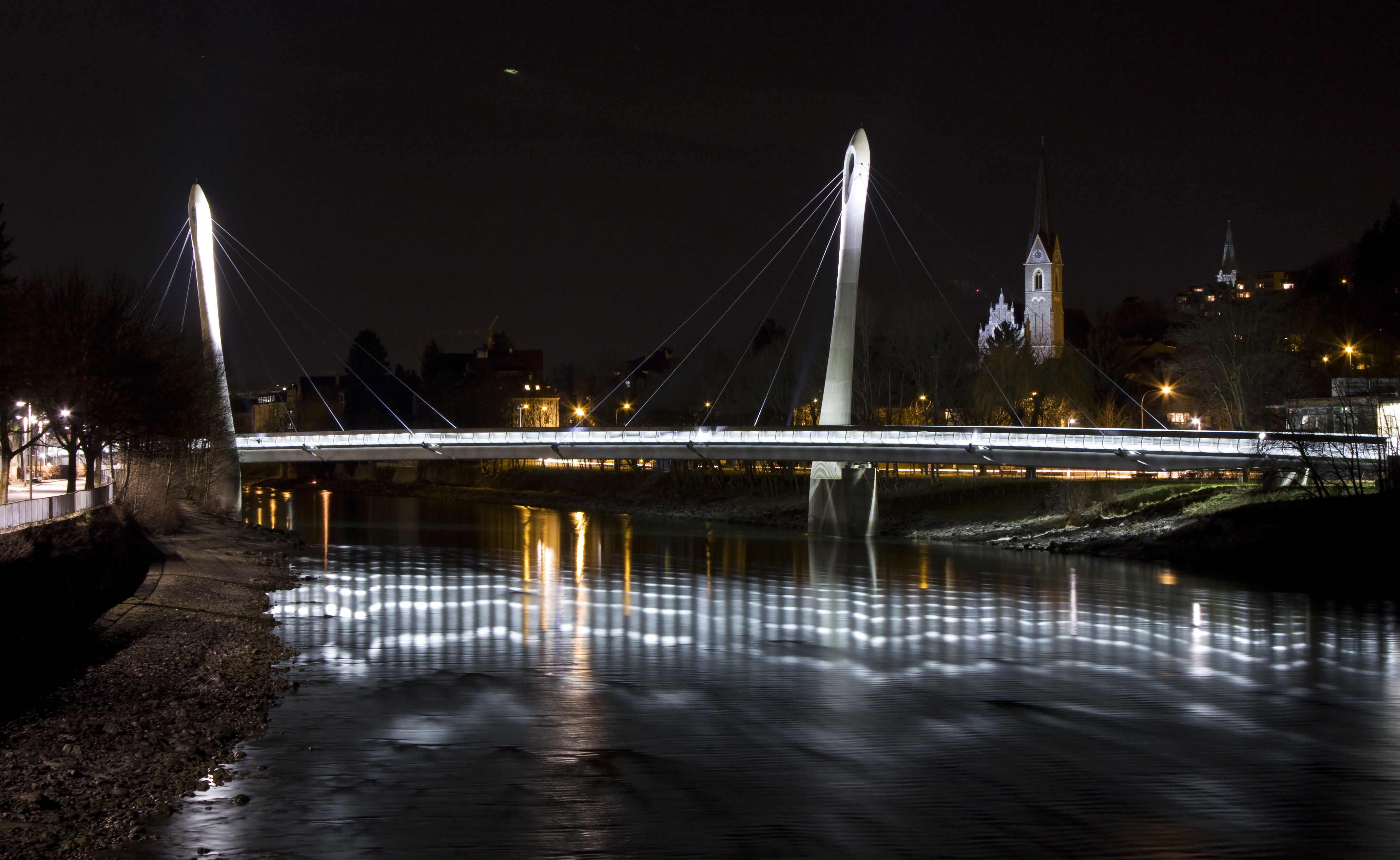
Bron över Inn kvällstid
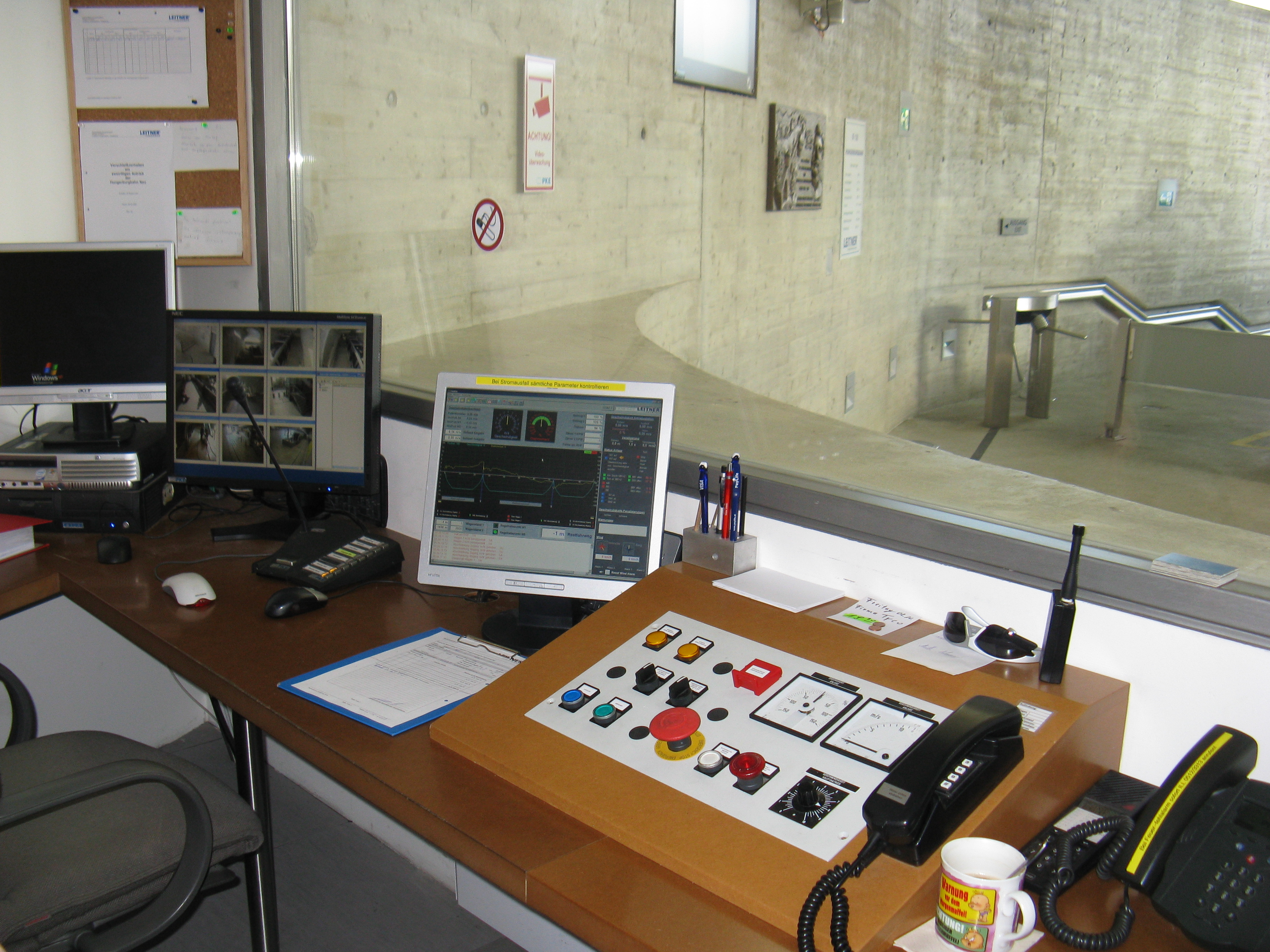
Styrpulpet i bergsstationen
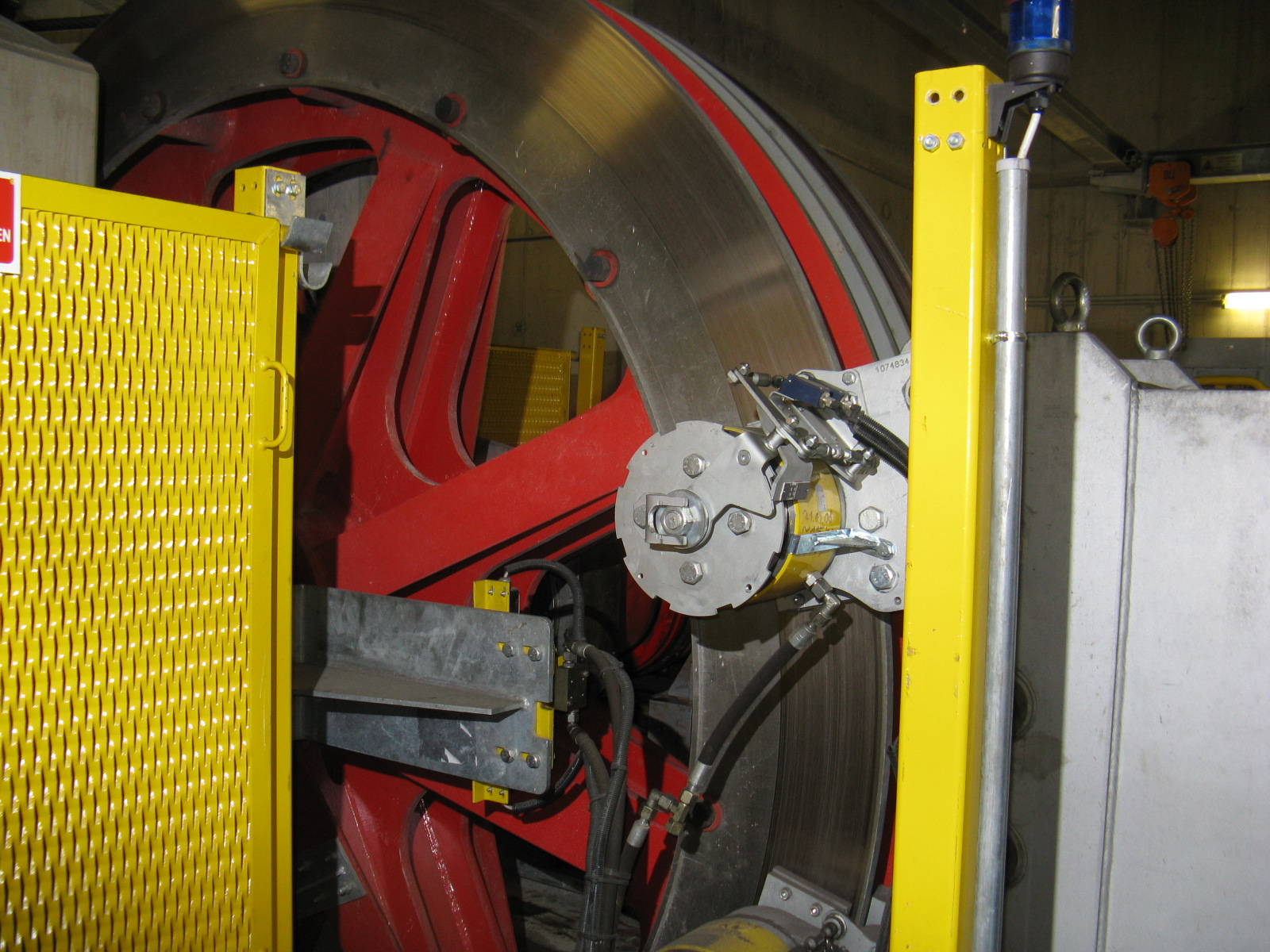
Bromsskiva i bergsstationen